# 网脉琼楠
网脉琼楠（学名：Beilschmiedia tsangii）或稱華河瓊楠，为樟科琼楠属下的一个种。

## 扩展阅读
- 維基物種上的相關：网脉琼楠